# Нововоскресенский сельский совет (Нововоронцовский район)
Нововоскресенский сельский совет (укр. Нововоскресенська сільська рада) — входит в состав
Нижнесерогозского района
Херсонской области
Украины.
Административный центр сельского совета находится в 
с. Нововоскресенское
.

## История
- 1956 — дата образования.

## Населённые пункты совета
- с. Нововоскресенское